# Cantamarca
Cantamarca,  é um sítio arqueológico do Peru, foi a principal cidade do Curacado de Canta que dominava a parte montanhosa da bacia do rio Chillon. Era caraterizada por suas estruturas circulares com falsas abóbadas sustentadas por colunas de pedra. Na época em que foi dominada pelos Incas uma das esposas de Huayna Capac morava na cidade.

## Localização
Cantamarca estava localizada a noroeste da cidade de Canta (capital da província de Canta, na Região de Lima), a apenas 5 quilômetros do pico íngreme da serra com o mesmo nome que esta a 3660 metros acima do nível mar, na margem esquerda do rio Chillon. Este rio é sazonal, mas torrencial, pois nasce na nevada cordilheira La Viuda (A viúva) a mais de 5000 metros acima do nível do mar. Nas encostas de ambas as margens nascem pequenos mananciais e ao redor deles pastos propiciando a criação de gado.

## Histórico
Cantamarca foi construída durante o final do Período Intermediário Tardio (1100 d.C.) e sobreviveu à conquista dos Incas em 1450, que reorganizaram e ampliaram a cidade até que em 1550 os conquistadores espanhóis transferiram os moradores para a cidade de Canta, e com isso Cantamarca foi finalmente abandonada.
Durante o  Período Intermediário Tardio o vale do rio Chillon foi ocupado por vários curacados. Na parte baixa do vale (área chamada Yunga) eram os Colli que dominavam  desde o mar até Quives (atual distrito de Santa Rosa de Quives). A parte superior do vale (área chamada chaupiyunga) era dividida entre os Atavillos na margem direita e os Canta na margem esquerda. Cantamarca era a localidade Canta mais importante e onde residia o Curaca (governante).
Frequentemente havia conflitos entre os curacados, tanto para apropriação de terras e recursos, como também por razões religiosas. Por isso, as cidades eram construídas nos topos das colinas íngremes e muradas, como é o caso de Cantamarca. Um dos conflitos mais prolongados ocorreu pela posse de Quives pois tinha o solo adequado para o plantio de coca e de pimenta, dois importantes produtos agrícolas para o desenvolvimento econômico e religioso das nações pré-hispânicas.
Na segunda metade do século XV, os exércitos do Inca Tupac Yupanqui invadiu as terras altas de Lima subjugando os curacados de Yauyos, Huarochirís e Cantar. A Conquista Inca trouxe uma série de mudanças traumáticas, tais como o deslocamento de populações (mitimaes) , o repovoamento da região com estrangeiros, além da reestruturação urbana da cidade de Cantamarca. Os incas utilizaram este assentamento como centro administrativo da região, construindo um grande número de colcas (armazéns).
A presença de uma das esposas de Huayna Capac (penúltimo Inca) neste local implica na existência de várias estruturas como Huasicunas (casas), Muchayhuasi (locais de adoração), Ayapatacunas (cemitérios), Jawaricuna (observatórios), Tambos (armazéns) e Colcas (depósitos). Não se conhece que tipos de rituais eram realizados nos templos de Cantamarca, mas certamente o culto às múmias dos curacas do passado era um deles.
O Curacado de Canta na época da conquista espanhola estava dividido em sete parcialidades: Canta, Locha, Carhua, Visca, Lachaqui, Copa e Esquebamba. Sendo que seu Curaca nesta ocasião era Libya Garanga.

## Descrição do sítio
Cantamarca foi construída no topo de uma colina íngreme, com poucos espaços planos, seus edifícios são circulares, com paredes e tetos de pedra unidas com lama e sustentados por uma coluna central. Para ampliar o espaço útil foram construídos muitos aterros em diferentes níveis. As estruturas não mostram sinais de terem sido cobertas com algum tipo de reboco.
Cantamarca foi organizada em duas grandes seções:
- O assentamento propriamente dito, murado e com estruturas circulares organizados em torno de um pequeno pátio,
- A área dos colcas (24 no total), construída durante a ocupação Inca e destinava-se a armazenar os tributos das diferentes parcialidades de Canta. Diferente das outras estruturas de Cantamarca,[9] os Colcas são retangulares (em média 3 por 4 metros) com uma entrada no centro que se conectava a um pátio. Estavam organizados em fila numa longa rua de três metros de largura .[10]

A principal característica arquitetônica de Cantamarca são suas estruturas circulares em pedra com uma coluna central. Esta coluna é estreita na base e vai se ampliando até chegar ao teto. O mesmo ocorre com as paredes tornando o interior convexo, moldando uma "falsa abóbada". Finalmente grandes lages foram dispostas radialmente e rebocadas com lama e grama formavam um teto de 70 centímetros de largura. Este estilo arquitetônico tem sido identificado em outros sítios arqueológicos na região, e podemos concebe-lo como protótipo da arquitetura Canta.
O abastecimento de água era feito por canais e reservatórios alimentados por Puquios (mananciais), localizados a cerca de 100 a 200 metros do sítio arqueológico. Uma rede de estradas ligam Cantamarca com outros assentamentos como Canta, Huaros e Pumacoto.